# Insula Renașterii

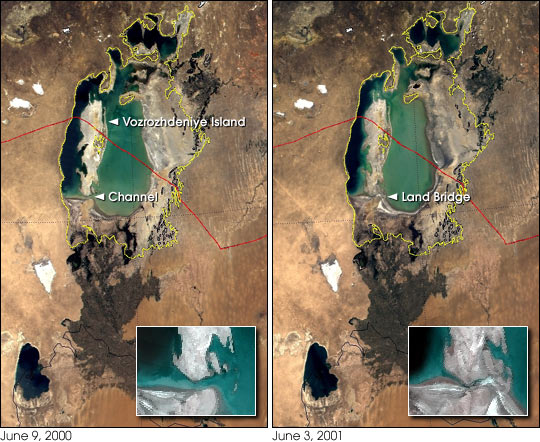
Insula în anul 2000 și unirea insulei în anul 2001

Insula Renașterii (Tiklanish orollari în uzbecă, Остров Возрождения în rusă) a fost o insulă din centrul Mării Aral, devenind o peninsulă în anul 2001 din cauza secării Aralului.
În 1960 (până la începutul procesului de secare a Mării Aral) avea 216 km². Insula avea o climă continentală, aridă și vegetație de stepă. Terenul era colinar, cu faleze pe alocuri abrupte. Înălțimea maximala era de 93 m în raport cu nivelului Oceanului Mondial și de 40 m în raport cu nivelul Mării Aral din anul 1960. Insula a fost descoperită în 1848 de expediția condusă de amiralul Butakov, care i-a dat numele "Insula Nicolai I", după numele împăratului ce domnea în acel moment în Rusia. Până în 1930 insula a fost nepopulată. În 1930 sovieticii i-au dat numele actual și au fondat orășelul pescăresc Kantubek, care din 1948 devine o importantă bază militară a URSS. În anul 2001, datorită scăderii dramatice a nivelului Aralului insula s-a conectat (la sud) cu continentul, devenind o peninsulă. Extremitatea nordică a peninsulei aparține Kazahstanului, iar partea de bază se află în Uzbekistan. Este o zonă de dezastru ecologic. 